# Nothobranchius kirki
Nothobranchius kirki är en fiskart som beskrevs av Reginald Arthur Jubb, 1969. Nothobranchius kirki ingår i släktet Nothobranchius och familjen Nothobranchiidae. IUCN kategoriserar arten globalt som livskraftig. Inga underarter finns listade i Catalogue of Life.